# Franz Lisp
在计算机编程中，Franz Lisp是一个停止发展了的Lisp编程语言系统，它由加利福尼亚大学伯克利分校（UC Berkeley：UCB）的教授Richard Fateman和它的一些学生，很大程度上基于Maclisp而写成，并随Berkeley软件发布（BSD）而运行在数字设备公司（DEC）VAX小型机上。随带于BSD软件包的流行，Franz Lisp可能是1980年代最广泛发行和使用的Lisp系统。
这个名字是作曲家和钢琴家Franz Liszt的谐音。
它被专门书写为在VAX上运行Macsyma计算机代数系统的宿主。这个项目开始于1978年晚期，在UC Berkeley收到其首个VAX 11/780（命名为Ernie CoVax，这是Ernie Kovacs的谐音）之后不久。Franz Lisp在教育场合可获得为免费软件，也发行于运行在VAX VMS之上的Berkeley Unix 模拟器Eunice。

## 特征
Franz Lisp 解释器是用C和Franz Lisp书写的。它仅使用C编译器引导。Franz Lisp编译器完全使用Franz Lisp书写。
Franz Lisp的一些显著特征包括：Lisp的数组可互换于Fortran的数组，和允许同其他语言在二进制层面交互的外界函数接口（FFI）。很多实现方法借鉴了Maclisp：bibop内存组织（BIg Bag Of Pages），通过指向字段中固定值唯一性表示的小整数，和快速算术。

## 引用
1. ↑  . Franz Inc.   [2018-12-23]. （原始内容存档于2021-11-04）.
2. ↑  Richard P. Gabriel.  (PDF). Cambridge, Massachusetts: MIT Press; Computer Systems Series. May 1985: 60, 294  [2021-10-31]. ISBN 0-262-07093-6. LCCN 85-15161. （原始内容 (PDF)存档于2016-09-22）. It evolved into one of the most commonly available Lisp dialects on Unix machines.